# Chiesa di Sant'Agostino (Lucca)
La chiesa di Sant'Agostino è una chiesa di Lucca che si trova nella piazza omonima.

## Storia e descrizione
La prima costruzione della chiesa e del monastero risale ai tempi della fondazione dell'ordine agostiniano. Fu ricostruita nel XIV secolo su tale primo monastero e sulla chiesa di San Salvatore in Muro, così detta perché addossata alla cinta muraria romana.
Sconsacrata e utilizzata come magazzino militare nel corso dell'Ottocento, nel 1866 fu restituita al culto grazie alle Suore Oblate dello Spirito Santo, la casa madre delle quali aveva e ha sede esattamente di fronte alla facciata della chiesa.
Nel 1928 le suore traslarono nella chiesa il corpo  S.Elena Guerra, loro fondatrice, che si trova ora custodito ed esposto all'interno dell'altare maggiore.

## Esterno
Il campanile s'imposta sugli archi del Teatro romano. Costruita in laterizio, la facciata fu decorata con un paramento in calcare bianco spartito da lesene, rimasto interrotto.

## Interno

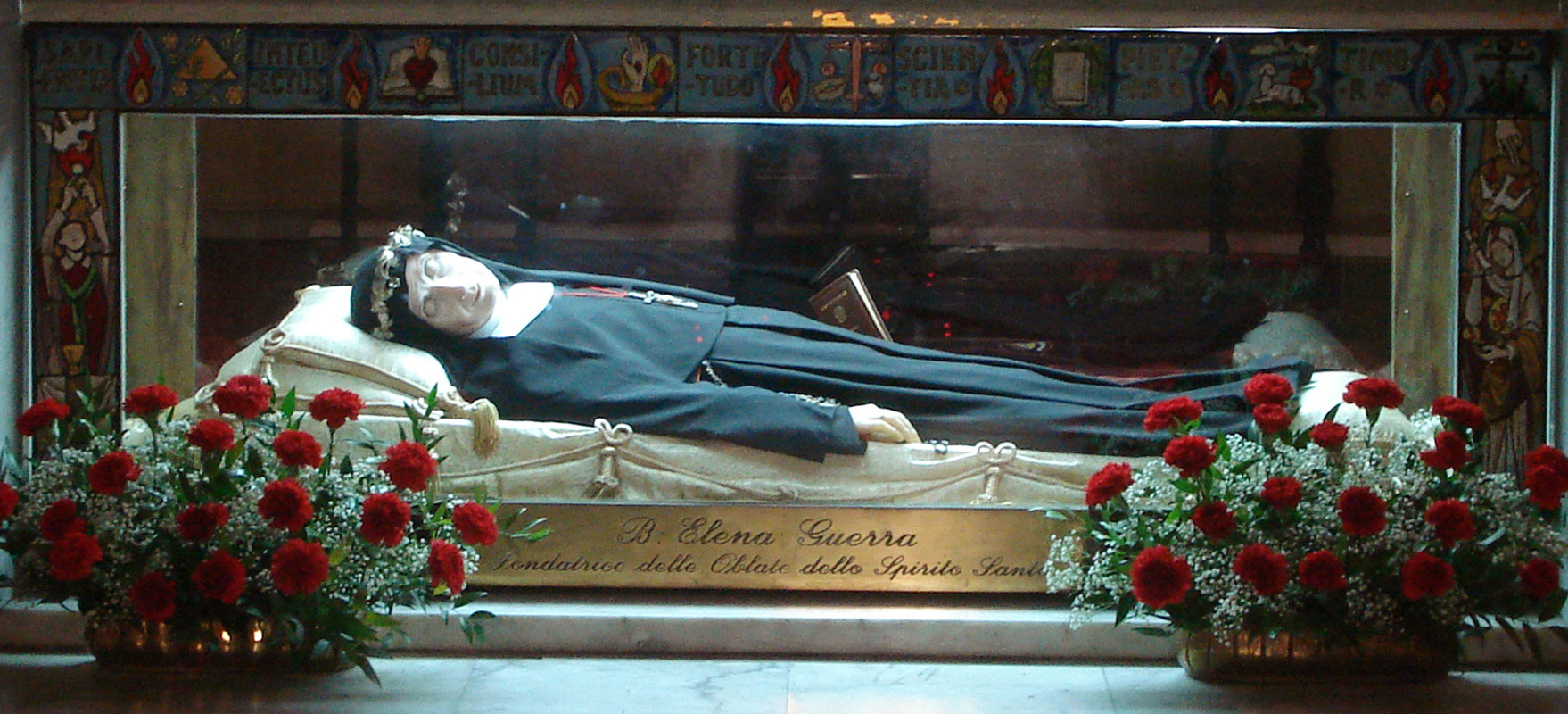
Il corpo della santa Elena Guerra, all'interno dell'altare maggiore

L'interno mantiene l'impianto originario a una sola navata con tre cappelle absidali. È stato rimaneggiato nel 1664.
L'altare maggiore custodisce ed espone il corpo della beata Elena Guerra.

### La cappella della Madonna del Sasso
Nel lato destro si apre la cappella che nel 1369 Nicolao di Simone Boccella, membro di una famiglia lucchese, fece costruire a protezione di una venerata immagine, la quale venne così a trovarsi sul lato meridionale della nuova chiesa.
L'immagine, in seguito a eventi leggendari, prese la denominazione di Madonna del Sasso.
Sulle pareti laterali Giacinto Gemignani nel 1657 affrescò su di un lato Cristo Risorto che indica l'immagine della Madonna tra i santi Pietro, Agostino, Andrea, Nicola da Tolentino e Francesco d'Assisi, sull'altro Punizione del soldato sacrilego che sprofonda nella botola.

## Il convento
Il convento annesso presenta un chiostro quattrocentesco, costituito da un porticato con arcate leggermente ogivali sostenute da pilastrini in laterizio ottagonali.
Nel 1943 divenne la sede locale della Guardia Nazionale Repubblicana, dove avvennero arresti e sevizie, che indussero i lucchesi a chiamarlo "convento delle torture". Nel 1975 una lapide vi è stata posta a memoria di tale criminale operato.
In seguito a radicali restauri a ciò finalizzati, dal 2017 è divenuto la sede del Liceo musicale "Passaglia".